# Karma (MamboLosco)
Karma è un singolo del rapper italiano MamboLosco, pubblicato il 21 aprile 2023 come terzo estratto dal secondo album in studio Facendo faccende.

## Tracce
1. Karma (feat. Rondodasosa) – 3:47

## Classifiche
| Classifica (2023) | Posizione massima |
| ----------------- | ----------------- |
| Italia            | 43                |